# مارکت استینتون
مارکت استینتون (به انگلیسی: Market Stainton) یک روستا و محله مدنی در بریتانیا است که در لیندسی شرقی واقع شده‌است. مارکت استینتون ۱۳۹ نفر جمعیت دارد.